# Aloeides thyra
Aloeides thyra is een vlinder uit de familie van de Lycaenidae. De wetenschappelijke naam van de soort is gepubliceerd in 1764 door Carl Linnaeus.
De soort komt voor in Zuid-Afrika.
1. ↑  (en) Aloeides thyra op de IUCN Red List of Threatened Species.